# Noem een dag
Noem een dag is een lied van de Nederlandse band Miss Montreal. Het werd in 2022 als single uitgebracht.

## Achtergrond
Noem een dag is geschreven door Amanda van den Hil en Rowan Smeets en geproduceerd door Gordon Groothedde. Het is een lied uit het genre nederpop. Het is een lied waarin de liedverteller vertelt dat zij er altijd voor een ander is, ongeacht het moment. Liedschrijver Van den Hil schreef het nummer met haar vader in gedachten. Het lied werd door Van den Hil geschreven voor Miss Montreal en gepresenteerd bij televisieprogramma I Want Your Song. Bij dit programma schrijven meerdere liedschrijvers een nummer, waarna de artiest van de aflevering een nummer uitkiest om uit te brengen als single. In de aflevering van Miss Montreal koos Sanne Hans Noem een dag.

## Hitnoteringen
De band had weinig succes met het lied in Nederland. Het had geen notering in de Single Top 100 en ook de Top 40 werd niet bereikt; het lied bleef steken op de vijftiende plaats van de Tipparade.